# Stoppeldijk
Stoppeldijk est une ancienne commune et un ancien village néerlandais de la commune de Hulst, dans la province de Zélande.
Le village est également appelé Rapenburg.

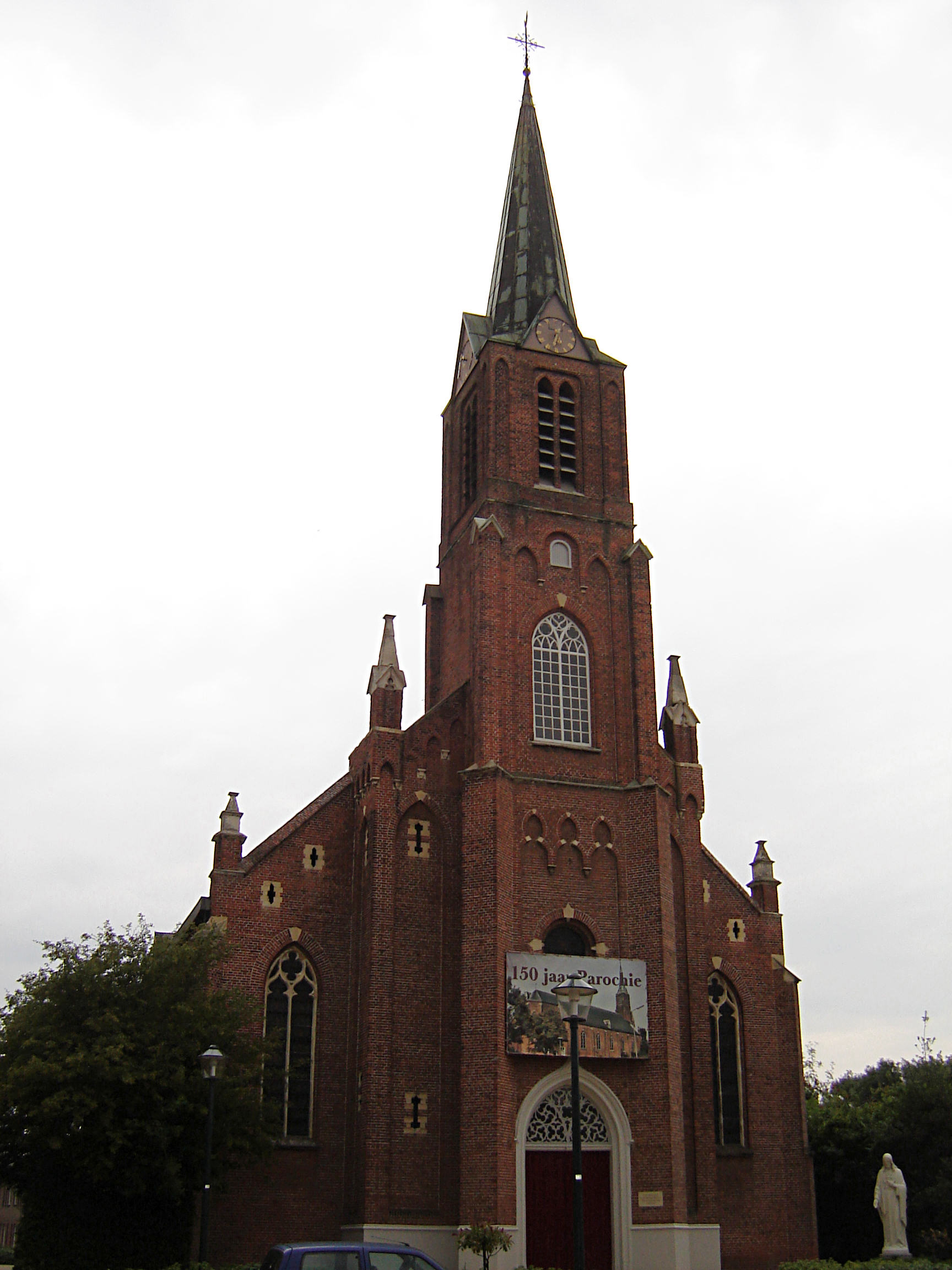
Église St Gérolphe

En 1936, Stoppeldijk fusionne avec Boschkapelle, Hengstdijk et Ossenisse pour former la nouvelle commune de Vogelwaarde. Lorsqu'en 1970 la commune de Vogelwaarde est supprimée et rattachée à Hontenisse, les villages de Boschkapelle et Stoppeldijk furent rassemblés sous le nom de Vogelwaarde et considérés comme un seul village.